# Percussion Creativ
Percussion Creativ e.V. ist ein als Netzwerk für deutschsprachige Schlagzeuger und Perkussionisten gegründeter gemeinnütziger Verein mit Sitz in Freiburg im Breisgau. Sein erklärtes Ziel ist es, durch Austausch, Vernetzung und Begegnung die Musik für Schlaginstrumente und deren Interpreten zu fördern, ungeachtet der stilistischen Ausrichtung. Derzeit zählt der Verein etwa 1.000 Mitglieder, die fast ausschließlich aus Deutschland stammen. Percussion Creativ ist der einzige Verband dieser Art mit Sitz auf dem deutschsprachigen Gebiet.

## Geschichte
Hermann Schwander gründete 1986 in Nürnberg den „Verein zur Förderung und Pflege der Perkussion“, um ein Forum für Meinungsaustausch und Begegnungen zu schaffen und um einen offiziellen Träger für die Finanzierung, Spenden und Zuschüsse zu haben. Die Gründungsmitglieder waren neben Hermann Schwander der Direktor des Nürnberger Meistersinger-Konservatoriums Wolfgang Graetschel, Hans-Günter Brodmann, Tilo Heider, Sandor, die
Marimbistin Mari Honda und Renate Schwander. Während einer Tagung am 11. Dezember 1986 in der Bayerischen Musikakademie in Hammelburg ist „Percussion Creativ“ als neuer Name für den Verein gewählt worden. Werner Thärichen, ein ehemaliger Erster Solopauker der Berliner Philharmoniker, ist zum ersten Präsidenten des Vereins gewählt geworden.

## Vorstand
Von 2016 bis 2021 amtierte Claus Hessler als Präsident. Seit 2021 ist Stephan Maass der 1. Vorsitzende des Vereins.

## Aktivitäten
Bereits am Anfang war es ein Hauptanliegen des Vereins, ein großes Symposium zu veranstalten, bei dem alle Richtungen der Perkussion vertreten sein sollten. Die wichtigste Fortbildungsveranstaltung sind seit der Mitte der 1990er Jahre die Teachertage, die in einem zweijährigen Turnus stattfinden und zu denen bekannte Dozenten eingeladen werden. Im Vereinsangebot sind Kurse, Fortbildungen, Wettbewerbe, ein Notenarchiv und Datensammlungen. Es gibt eine vereinseigene Internetseite und die Vereinszeitschrift Offbeat. Außerdem kooperiert der Verein mit einschlägigen Verlagen, Instrumentenherstellern und wichtigen Verbänden (z. B. Deutscher Musikrat). Er kann seinen Mitgliedern deshalb Vergünstigungen bieten.